# دارل توکپا
دارل توکپا (انگلیسی: Darell Tokpa؛ زادهٔ ۲ ژوئن ۲۰۰۱) بازیکن فوتبال است.
وی همچنین در تیم ملی فوتبال زیر ۱۸ سال فرانسه بازی کرده‌است.